# Raudberg Pass
Raudberg Pass är ett bergspass i Antarktis. Det ligger i Östantarktis. Norge gör anspråk på området. Raudberg Pass ligger 2 029 meter över havet.
Terrängen runt Raudberg Pass är kuperad åt nordväst, men åt sydost är den bergig. Trakten är obefolkad. Det finns inga samhällen i närheten. 